# Jürgen Ganz
Jürgen Ganz (* 14. Februar 1955) ist ein ehemaliger deutscher Fußballspieler. In der DDR-Oberliga, der höchsten Spielklasse im DDR-Fußball, spielte er für den Halleschen FC Chemie und die BSG Sachsenring Zwickau.

## Sportliche Laufbahn
Als 20-Jähriger startete Jürgen Ganz seine Karriere als Oberligaspieler in der Begegnung des 23. Spieltages der Saison 1974/75 BFC Dynamo – Hallescher FC Chemie. Beim Stande von 4:0 für den BFC wurde er in 46. Minute eingewechselt und erlebte anschließend die 0:8-Niederlage für Halle. Eigentlich war er Stammspieler der 2. Mannschaft des HFC, der er zum Aufstieg von der Bezirksliga in die zweitklassige DDR-Liga verhalf. Für die Spielzeit 1975/76 wurde Ganz zwar für die Oberligamannschaft nominiert, spielte aber überwiegend in der DDR-Liga-Mannschaft HFC II. Von deren 22 Punktspielen bestritt er 17 Partien, wurde mit zwölf Treffern deren Torschützenkönig und schaffte mit der Mannschaft den Staffelsieg. In der Oberliga wurde er in unregelmäßigen Abständen achtmal eingesetzt. Dabei stand er nur zweimal als Stürmer in der Anfangself und konnte kein Tor erzielen. Zur Saison 1976/77 wurde Ganz wieder in den Kader der Oberligamannschaft aufgenommen, kam aber in den Punktspielen nicht zum Einsatz. Stattdessen spielte er mit der neu gebildeten Nachwuchsmannschaft in der neu eingeführten Nachwuchsoberliga.
Im Sommer 1977 wechselte Ganz zur Betriebssportgemeinschaft (BSG) Sachsenring Zwickau, die ebenfalls in der Oberliga vertreten war. Auch dort konnte er zunächst nicht in der 1. Mannschaft Fuß fassen, denn in der Saison 1977/78 spielte er nur dreimal in der Oberliga. Erst in der folgenden Spielzeit gelang Ganz der Durchbruch. Er wurde durchgehend bis zum 16. Oberligaspieltag eingesetzt und wurde stets im Mittelfeld aufgeboten, dabei schoss er auch seine ersten vier Tore in der Oberliga. Den Rest der Saison musste er verletzt pausieren. Zur Saison 1979/80 bekam die BSG Sachsenring mit Peter Henschel einen neuen Trainer, der Ganz zum Abwehrspieler umfunktionierte. Nachdem er alle 13 Oberligaspiele der Hinrunde absolviert hatte, verletzte er sich erneut und war danach vom 20. Spieltag an in sieben Partien nur noch Ersatzspieler. In der Spielzeit 1980/81 wurde Ganz von Henschel in den Sturm beordert, wo er in den ersten acht Oberligaspielen eingesetzt wurde. Danach musste Ganz wieder pausieren und kam in der Rückrunde nur noch zweimal zum Einsatz. Im Mai 1981 wurde er zum Wehrdienst in der Nationalen Volksarmee eingezogen und kehrte danach nicht wieder in den höherklassigen Fußball zurück. In seiner kurzen Karriere war er auf 57 Oberligaspiele gekommen und hatte sechs Tore erzielt. Dazu kommen die 17 DDR-Liga-Spiele und 12 Tore in der Saison 1975/76.